# When Wealth Torments
When Wealth Torments è un cortometraggio muto del 1912. Il nome del regista non viene riportato.

## Trama
Due giovani devono affrontare le obiezioni della madre di lei, ostinatamente contraria al loro amore.

## Produzione
Il film fu prodotto dalla Essanay Film Manufacturing Company.

## Distribuzione
Distribuito dalla General Film Company, il film - un cortometraggio a una bobina - uscì nelle sale cinematografiche USA l'8 novembre 1912.